# Rupprecht von Bayern

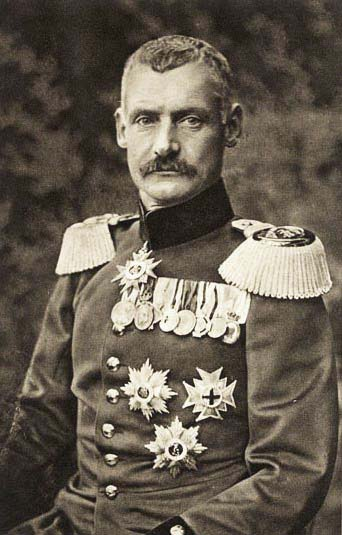
Rupprecht von Bayern (um 1914)

Rupprecht von Bayern (* 18. Mai 1869 in München; † 2. August 1955 in Schloss Leutstetten bei Starnberg) war der letzte bayerische Kronprinz und im Ersten Weltkrieg Heerführer in der deutschen Armee. Sein vollständiger Titel lautete bis 1918 Seine Königliche Hoheit Rupprecht Maria Luitpold Ferdinand Kronprinz von Bayern, Herzog von Bayern, Franken und in Schwaben, Pfalzgraf bei Rhein. Nach der Novemberrevolution wurde Rupprecht ein Gegner des aufkommenden Nationalsozialismus und bemühte sich bis zu seinem Tode vergeblich um eine Restauration der Monarchie in Bayern.

## Frühe Jahre

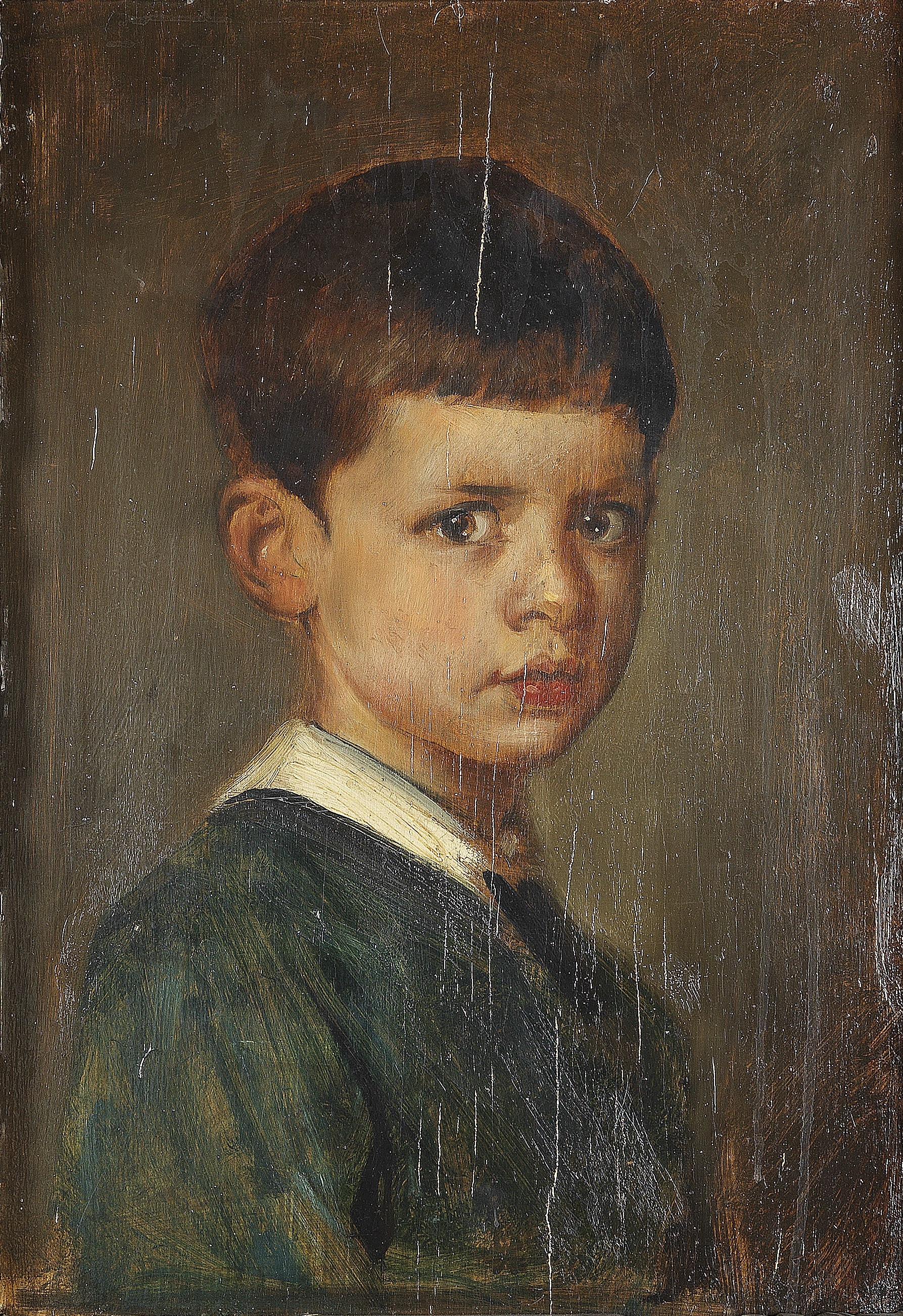
Rupprecht als Kind (Porträt von Franz von Lenbach, circa 1874)

Rupprecht war der älteste Sohn von Ludwig III., dem letzten König von Bayern, und Maria Theresia Erzherzogin von Österreich-Este, Nichte von Franz V., Herzog von Modena.
Im Alter von sieben Jahren kam Rupprecht in die Obhut von Freiherr Rolf Kreusser, der seine Ausbildung und Erziehung übernahm. Einen Großteil seiner Jugend verbrachte er auf Schloss Leutstetten nahe Starnberg und in der Villa der Familie in Lindau im Bodensee. Dort entwickelte er ein großes Interesse an Sport. Als erster Prinz aus königlichem Hause besuchte er ein öffentliches Gymnasium, das Maximiliansgymnasium in Schwabing bei München. Neben seinem Studium am Maximiliansgymnasium und seiner Ausbildung im Reiten und Tanzen wurde er auch verpflichtet, einen Beruf zu erlernen. Seine Wahl fiel auf den Zimmerer.
Rupprecht heiratete am 10. Juli 1900 in München die Herzogin Marie Gabriele in Bayern.
In den Jahren 1902/03 unternahm er eine Reise nach Ostasien, studierte die dortigen Militärverfassungen und widmete sich daneben einer kritischen Betrachtung der ostasiatischen Kulturen. Rupprechts Reiseerinnerungen erschienen zuerst 1906 und in überarbeiteter Form im Jahre 1923.
Zahlreiche Reisen nach Italien machten ihn zu einem Kenner der Renaissancemalerei und begründeten seine private Kunstsammlung. Dem 1905 von Rupprecht mitbegründeten Bayerischen Verein der Kunstfreunde gelangen zahlreiche Erwerbungen für die Antikensammlung. Die Bayerische Akademie der Wissenschaften ernannte ihn 1911 zu ihrem Ehrenmitglied.

### Offizierslaufbahn

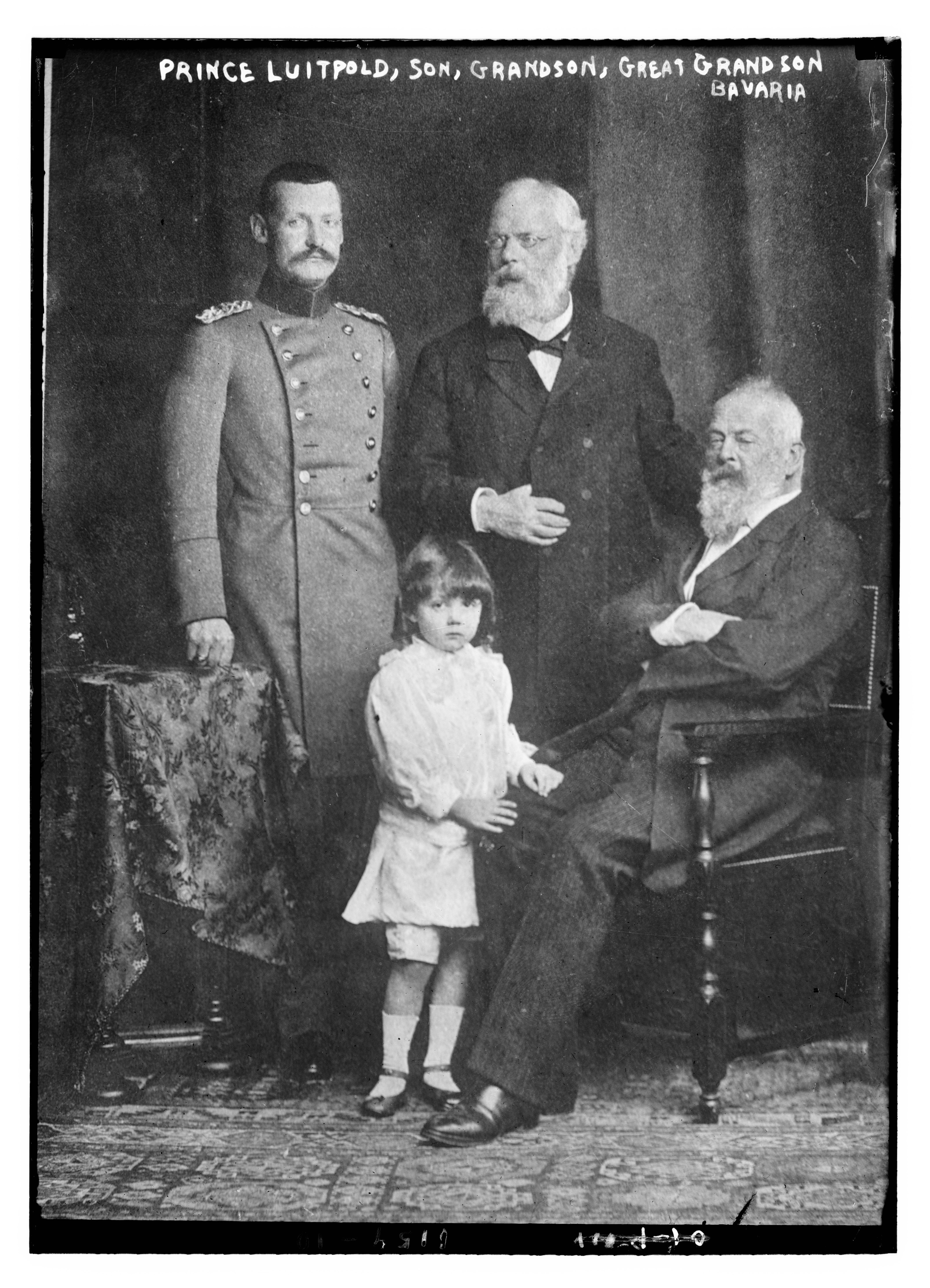
Vier Generationen der Wittelsbacher: Rupprecht mit seinem Vater Ludwig, Großvater Luitpold und seinem Sohn Luitpold

Im Sommer 1886 wurde Rupprecht nach Besuch und Kursen an der Kriegsakademie in München Leutnant und diente im 3. Feldartillerie-Regiment „Prinz Leopold“ in Grafenwöhr. Am 6. April 1896 wurde er Major und übernahm am 20. Juni als Oberstleutnant die Führung des Infanterie-Leib-Regiments. Am 28. Oktober 1899 wurde er Oberst und bekam die Führung des 2. Infanterie-Regiments „Kronprinz“. Am 7. Oktober 1900 wurde Rupprecht zum Generalmajor befördert und übernahm am 10. Oktober die 7. Infanterie-Brigade in Bamberg. Am 11. Juni 1903 erreichte er den Rang des Generalleutnants. Ab 27. Januar 1904 übernahm er die 1. Division, und am 19. April 1906 wurde Rupprecht nach seiner Beförderung zum General der Infanterie gleichzeitig Kommandeur des I. Armee-Korps in München. Am 4. Februar 1913 erfolgte seine Beförderung zum Generaloberst, und am 27. März erhielt er als Nachfolger seines Onkels Leopold die IV. Armee-Inspektion übertragen.
Mit der Thronbesteigung seines Vaters als König Ludwig III. im November 1913 wurde er offiziell zum Kronprinzen von Bayern, wodurch sich seine Repräsentationsaufgaben noch vermehrten.

## Heerführer im Ersten Weltkrieg

Propagandapostkarte – Kronprinz Rupprecht als „Sieger von Metz“

Bei Ausbruch des Ersten Weltkrieges übernahm er am 2. August 1914 den Oberbefehl über die deutsche 6. Armee, die an der Westfront in Lothringen aufmarschierte. Um einen deutschen Großangriff bei Metz vorzubereiten, vollzog Rupprechts Armee in der Schlacht in Lothringen auf Befehl Helmuth von Moltkes, des Chefs des Großen Generalstabes, zunächst einen taktischen Rückzug. Rupprecht begann dann aber am 20. August 1914 zwischen Saarburg und Mörchingen ohne Befehl eine Gegenoffensive, die anfänglich erfolgreich verlief und zur Popularität des Prinzen in der Heimat beitrug. Die 6. Armee konnte den Gegner zwar bis über die Grenze zurückdrängen, schaffte aber letztlich den dann von Moltke überraschend angeordneten – und dem Schlieffen-Plan widersprechenden – Durchbruch durch den Festungsgürtel im Raum Nancy/Épinal unter hohen Verlusten nicht. Rupprecht achtete generell sehr darauf, dass das bayerische Interesse an Teilhabe an der Kriegführung nicht vernachlässigt wurden, zusammen mit Moltkes Neigung ihm lokal freie Hand zu lassen trug das zur Entscheidung zum eigentlich sinnlosen Durchbruchsversuch bei, der lediglich Kräfte verbrauchte, die auf dem entscheidenden rechten Flügel der deutschen Armeen gebraucht worden wären.
Rupprecht blieb für die gesamte restliche Kriegszeit als Truppenführer am nördlichen Abschnitt der Westfront. Das Armeeoberkommando wurde im Herbst 1914 nach Arras verlegt. Vollkommen zerrüttet war bald das Verhältnis des seit September 1914 als Nachfolger Moltkes amtierenden neuen Chefs des Großen Generalstabs Erich von Falkenhayn zum bayerischen Kronprinzen, der Falkenhayns zur Schau getragene preußische Überlegenheit nicht ausstehen konnte und ihm übelnahm, dass er dem Kronprinzen unterstellte, Verbände nach Belieben zu verlegen. Auch strategisch gab es bedeutsame Differenzen. Der Kronprinz glaubte lange an die Möglichkeit eines umfassenden Durchbruches und Sieges, während Falkenhayn das schon nicht mehr für realistisch hielt und dem konsternierten Kronprinzen gegenüber – der davon träumte, das Elsass Bayern zuzuschlagen – die Meinung vertrat, es ginge nur noch darum „unter Verzicht auf entscheidungssuchende Operationen den Gegner zu ermatten und zu hoffen, dass dieser irgendwann einlenke“.
Im Frühjahr 1915 befehligte Rupprecht die 6. Armee in der Schlacht bei Neuve-Chapelle und in der Lorettoschlacht. Im Oktober 1915 erhielt er nach der erneuten Abwehr starker französischer und englischer Angriffe den Ehrentitel Sieger von Arras und La Bassée. Am 22. August 1915 wurde er mit dem Orden Pour le Mérite und am 20. Dezember 1916 mit dem dazugehörenden Eichenlaub ausgezeichnet. In den Jahren 1915 und 1916 hielt er einen überzeugenden deutschen Sieg noch für möglich.
Am 1. August 1916 ernannte man ihn zum bayerischen und preußischen Generalfeldmarschall, und am 28. August 1916 übernahm er das Kommando der neugeschaffenen Heeresgruppe „Kronprinz Rupprecht“, womit ihm die einheitliche Führung der Fronten in der Picardie, im Artois, in Flandern bis zum Ärmelkanal unterstand. Die schweren Verluste in der Sommeschlacht im Westen, der Zusammenbruch der österreichischen Front während der gleichzeitigen Brussilow-Offensive im Osten und die für diesen Zeitpunkt, insbesondere von Falkenhayn, nicht erwartete Kriegserklärung Rumäniens hatte die deutsche Heeresleitung in Handlungszwang gebracht. Falkenhayns politische Position wurde nicht besser dadurch, dass auch der Angriff auf Verdun in der militärischen Führung des Reiches von Anfang an nicht unumstritten gewesen war, der bayerische Kronprinz hielt einen Angriff ausgerechnet auf die stärkste Position Frankreichs für vollkommen falsch. Kronprinz Rupprecht schrieb an das Militärkabinett, dass Falkenhayn das Vertrauen der Armee verloren habe und Moriz von Lyncker überzeugte schließlich den erzürnten Kaiser, Paul von Hindenburg zu einem Immediatsvortrag zu bitten. Dabei hatte nur der Oberbefehlshaber des Heeres das Immediatrecht. Falkenhayn fasste die Intrige richtig auf und bat um den Rücktritt als Chef der Obersten Heeresleitung, den Kaiser Wilhelm II. am 29. August 1916 trotz seines Widerwillens gegenüber dem Feldherrengespann Hindenburg/Ludendorff, das Falkenhayn nun nachfolgte, auch gewährte.
Im März 1917 begradigte Rupprecht mit dem Unternehmen Alberich die Front an der Somme. Die damit verbundenen Umsiedlungen und Zerstörungen versuchte er mit Rücksicht auf die Zivilbevölkerung unter Protest zu verhindern, setzte sich aber nicht durch. Ihm oblag danach weiteren Verlauf des Jahres die Abwehr starker englischer Angriffe bei Arras und in der Großen Flandernschlacht. Einst Anhänger des Schlieffen-Plans erkannte Rupprecht ab 1917 die drohende Niederlage: „Wir haben bis jetzt alle unsere Gegner der Reihe nach unterschätzt und tun dies nun auch mit den Amerikanern“. Ironischerweise näherte er sich damit den skeptischen Vorstellungen Falkenhayns, zu dessen Sturz er beigetragen hatte, stark an und suchte nach Wegen, den Krieg einigermaßen glimpflich mit Verhandlungen zu beenden. Dabei war er nunmehr auch zu Abtretungen elsässischer Gebiete mit französischer Bevölkerungsmehrheit bereit. Mit seinen realistischen Bedenken setzte er sich aber nicht durch, nicht bei Ludendorff und nichtmal bei seinem Vater Ludwig III., der aus der Ferne nach wie vor an einen möglichen Sieg glaubte. Im März und April 1918 beteiligte er sich mit bösen Vorahnungen an der Frühjahrsoffensive und musste nach der Schlacht von Amiens bis zum Kriegsende den schrittweisen Rückzug über die Schelde auf die Gent-Antwerpen-Stellung antreten. Nach der gescheiterten Offensive drängte Rupprecht im August die bayerische Regierung und seinen Vater zu einer Friedensinitiative und wandte sich im September gegen Reichskanzler Georg von Hertling, der hinhaltend reagierte. Bereits im Sommer 1917 hatte Rupprecht in einem Memorandum für Graf Hertling eine zutreffende Analyse der Ursachen der dann ein Jahr später ausgebrochenen Revolution geliefert: Die katastrophale wirtschaftliche Lage des Mittelstandes, die Kriegsnot und den zunehmenden Berliner Zentralismus.

## Sturz der Monarchie in Bayern
Auch nach dem Zusammenbruch der Habsburgermonarchie im Oktober 1918 wurden die bayerischen Truppen nicht von der Westfront abgezogen, ebenso wurden Überlegungen eines bayerischen Separatfriedens nicht weiter verfolgt. Mit der Novemberrevolution endete am 8. November die Königsherrschaft der Wittelsbacher in Bayern, und Rupprecht verlor seine Anwartschaft auf den Thron. Erstmals am 3. November 1918 kamen auf Initiative der USPD auf der Theresienwiese gut tausend Menschen zusammen, um für Frieden zu demonstrieren und die Freilassung inhaftierter Streikführer zu fordern. Um den eingeleiteten Übergang zur parlamentarischen Monarchie in Bayern nicht zu gefährden, forderte König Ludwig III. die Polizei zur Zurückhaltung auf, obwohl Hinweise auf einen Umsturzversuch durch die USPD vorlagen. Im Zuge der Novemberrevolution proklamierte Kurt Eisner am 8. November 1918 den Freistaat Bayern und erklärte Ludwig als König für abgesetzt. Damit war der bayerische Monarch der erste deutsche Bundesfürst, den die Revolution vom Thron vertrieben hatte. Der Rückhalt der Monarchie war soweit geschwunden, dass ohne Widerstand alle Münchener Kasernen, Polizeistationen und Zeitungen von den Aufständischen eingenommen wurden. Nach Unterzeichnung des Waffenstillstands trat Kronprinz Rupprecht am 11. November von seinem Kommando zurück. Erst nach der Novemberrevolution erfolgte ab 12. November 1918 die Räumung des besetzten Gebietes an der Westfront durch die bayerischen Divisionen und der Rückmarsch in die Heimat.
Die Nachricht von der Revolution erreichte Rupprecht in Brüssel. Unter dem Namen „Alfred Landsberg“ reiste er über Amsterdam und Kassel nach Berchtesgaden. Der Vertrag von Versailles sah vor, Rupprecht als ehemaligen Armeebefehlshaber in Frankreich wegen Kriegsverbrechen anzuklagen. Nach der Verlegung des Verfahrens an das deutsche Reichsgericht verlief dieses im Sande.
Mit dem Tode seiner Mutter im Februar 1919 ging die Erbfolge der Jakobiten an Rupprecht und sein Haus. Im Oktober 1921 starb dann in Ungarn auch sein Vater und Rupprecht wurde Chef des Hauses Wittelsbach. Die Staatsregierung hatte sich vor dem Staatsbegräbnis für den ehemaligen König versichern lassen, dass die Ausrufung der Monarchie nicht geplant sei. Damit handelte man im Einverständnis von Rupprecht, der seine Rechte nur auf legalem Wege antreten wollte.
In zweiter Ehe war Rupprecht, der seit 1912 Witwer gewesen war, ab 1921 mit Prinzessin Antonia von Luxemburg verheiratet.

## Die Wittelsbacher in der neuen Republik
Rupprecht bewohnte fortan das Schloss Berchtesgaden und das Münchner Leuchtenberg-Palais, später lebte er mit seiner Familie im Schloss Leutstetten.
Da das Haus Wittelsbach nach der Revolution und der Fürstenenteignung Entschädigungsansprüche gegenüber dem Staat erhob, richtete dieser schließlich im Jahr 1923 als Kompromiss die Stiftung Wittelsbacher Ausgleichsfonds ein. Ausgestattet vor allem mit Immobilien und Geld, dient dieser seitdem zur Versorgung der Mitglieder des Hauses Wittelsbach und zur Erhaltung der dem Fonds zugewiesenen Kunstobjekte.
In einer von ihm verbreiteten Denkschrift stellte Rupprecht 1923 als Minimalforderung auf, die sogenannten Ostjuden auszuweisen, da „diese Elemente vergiftend gewirkt (haben)“ sollen. Dies war allerdings bereits drei Jahre vorher geschehen im Zuge einer länderübergreifenden antisemitischen Kampagne, die in Bayern unter Gustav von Kahr zu Massenausweisungen führte.
Trotz einigen Versuchen, ihn durch Ernst Röhm mit dem Versprechen einer Wiederherstellung der Monarchie zu gewinnen, wurde Rupprecht nie dazu verleitet, sich der NSDAP anzuschließen. Er half vielmehr, Gustav von Kahr davon zu überzeugen, Hitler während des Putsches 1923 nicht zu unterstützen. Im Winter 1932/33 nahmen Bayerns Ministerpräsident Heinrich Held und der Vorsitzende der regierenden Bayerischen Volkspartei Fritz Schäffer mit Zustimmung der SPD Kontakt zu ihm auf, um ihn im Falle der Regierungsübernahme der NSDAP nach Artikel 64 der Bayerischen Verfassung zum Generalstaatskommissar zu ernennen, womit diktatorischen Vollmachten verbunden waren. Rupprecht hielt sich bereit, doch als es dann wirklich zur Machtergreifung Hitlers kam, zögerte er ebenso wie die bayerische Staatsregierung.

## Rupprecht während der nationalsozialistischen Diktatur

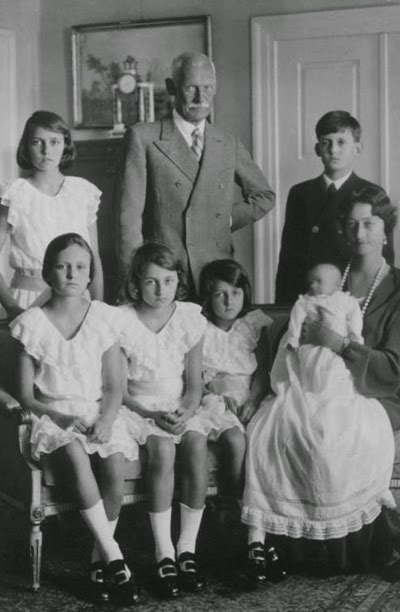
Rupprecht 1935 mit Familie

Die nationalsozialistische Machtergreifung in Bayern sowie die Gleichschaltung fand dann am 9. März 1933 statt unter Berufung auf die Verordnung des Reichspräsidenten zum Schutz von Volk und Staat durch die Reichsregierung mit der Einsetzung eines Kabinett von Epp mit Franz Ritter von Epp als Reichskommissar für Bayern. Noch nach dem erzwungenen Rücktritt des Kabinetts Held versuchte Rupprecht, die Gleichschaltung Bayerns zu verhindern. Er forderte am 17. März in einem Brief, den Erbprinz Albrecht persönlich Reichspräsident Hindenburg überreichte, diesen auf, sich für eine föderalistische Verfassung im Sinne Bismarcks einzusetzen. Nach der Einsetzung von Reichsstatthaltern in den Ländern erhob der Kronprinz am 10. April erneut „Protest gegen diese Vergewaltigung der deutschen Staaten“, die „praktisch die Aufhebung der Länder“ bedeutete. Als am 7. Februar 1934 die Staatsangehörigkeit in den deutschen Ländern aufgehoben wurde, entschloss er sich nochmals zu einem Protest, den er diesmal direkt an Reichskanzler Hitler richtete, wiederum ohne Erfolg.
Rupprecht war ein Gegner des Nationalsozialismus und hielt geheimen Kontakt zu Oppositionsgruppen, so unter anderem zum bayerischen „Sperr-Kreis“. Hitler offenbarte in privater Runde eine persönliche Abneigung gegen den Kronprinzen. Rupprecht wiederum gestand König Georg V. bei einem Mittagessen in London im Sommer 1934, dass er Hitler für verrückt halte.
1934 wurden alle monarchistischen Organisationen von den Nationalsozialisten verboten. 1939 musste Rupprecht mit seiner Familie nach Italien ins Exil gehen, er folgte einer Einladung von König Viktor Emanuel III. Dort (meistens in Florenz) blieb er während des Zweiten Weltkriegs. Er setzte sich hier seit 1943 bei den westlichen Alliierten für einen ausgeprägten Föderalismus mit möglicher Wiederherstellung der einzelstaatlichen Monarchien ein.
Nach dem Attentat auf Adolf Hitler durch den deutschen Widerstand vom 20. Juli 1944, wurde bei der Wehrmacht nach Mitwissern und deren Familien gesucht, die zur christlich-konservativen „Reaktion“ gezählt wurden und gegen den Nationalsozialismus eingestellt waren. Rupprecht, der sich ab 1940 ständig im Exil in Italien aufhielt, galt als Sammelpunkt bayrischer Monarchisten und geriet so ins Visier der Gestapo. Nach längerer Überwachung konnte er abtauchen, während seine Familie in Südtirol verhaftet wurde. Theodor Christian Freiherr von Fraunberg, sein ehemaliger Adjutant, versteckte ihn bei sich in Florenz vor den Nationalsozialisten, so dass er nach dem Attentat vom 20. Juli 1944 einer Verhaftung entging. Seine Frau, Kinder und Enkel kamen bis Kriegsende ins Konzentrationslager, zunächst nach Dachau, dann nach Flossenbürg. Zunächst wegen der zunehmenden Bombenangriffe nach Seefeld in Tirol evakuiert, wurde seine Frau Antonia im Januar 1945 nach Jena gebracht und unter dem Decknamen „Albertine Bingen“ in einer Klinik gefangen gehalten. Hier stieß Ende April 1945 eine luxemburgische Rot-Kreuz-Kommission auf die nur noch 72 Pfund wiegende Prinzessin. Alle Mitglieder der Familie überlebten jedoch die Gefangenschaft.

## Nach dem Zweiten Weltkrieg
Bestrebungen bayerischer Monarchisten für die von Rupprecht befürwortete Restauration der Monarchie wurden von der US-amerikanischen Besatzungsmacht unterbunden. Da die US-Militärregierung entschieden gegen die Wiederherstellung einer Monarchie eingestellt war, verbot sie 1946 die wiedergegründete Bayerische Heimat- und Königspartei. Diese wurde jedoch 1949 – nach dem Ende der Militärregierung – neu instituiert. Der noch immer populäre frühere Kronprinz vertrat die Auffassung, wenn es schon im Deutschen Kaiserreich auf Länderebene republikanische Landesverfassungen gegeben habe (so in den Hansestädten Hamburg und Bremen), dann könne sich doch auch Bayern als Bundesland innerhalb der Bundesrepublik Deutschland eine monarchische Verfassung geben, bei der die politischen Kompetenzen des Ministerpräsidenten von diesem gewählten Politiker, die Repräsentationsaufgaben des Landesvaters jedoch von einem erblichen Monarchen wahrgenommen würden. Ab dem 30. Juni 1946 tagte in München eine Verfassungsgebende Versammlung. Eine neue, wiederum republikanische Verfassung des Freistaates Bayern wurde dann 1946 mit großer Mehrheit durch das Volk angenommen. Die Einrichtung der Institution eines bayerischen Staatspräsidenten, für die der Kronprinz als aussichtsreicher Kandidat galt, scheiterte im September 1946 im Landtag.

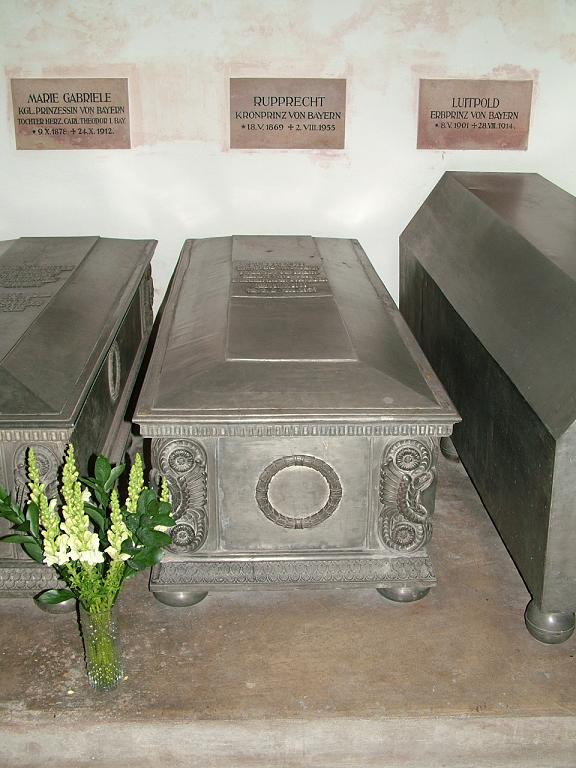
Rupprechts Sarg in der Fürstengruft der Theatinerkirche

Im Jahre 1949 gründete Rupprecht, unter dem Eindruck eines Besuchs im immer noch stark kriegszerstörten Würzburg, die gemeinnützige Kronprinz-Rupprecht-von-Bayern-Stiftung für den Wiederaufbau Würzburgs, die sich dem sozialen Wohnbau widmete und bis in die 1980er-Jahre preisgünstige Mietwohnungen errichtete. Heute verwaltet die Heimathilfe Wohnungsbaugenossenschaft eG im Auftrag der Stiftung knapp 600 Objekte im Raum Würzburg.
In seinen letzten Lebensjahren widmete sich Rupprecht vorwiegend seiner Kunstsammlung. 1954 wurde Rupprecht erneut Witwer. Auf die Nachricht von seiner schweren akuten Herzerkrankung versammelte sich die Familie Rupprechts Anfang August 1955 an seinem Krankenlager in Leutstetten. Als letzter Wittelsbacher wurde er am 6. August 1955 im Rahmen eines Staatsbegräbnisses in München in der Theatinerkirche beigesetzt. Es war ein Begräbnis mit königlichen Ehren. Die Krone des Königreichs Bayern, die ihm verwehrt geblieben war, wurde auf Veranlassung des sozialdemokratischen Ministerpräsidenten Wilhelm Hoegner aus der Schatzkammer der Residenz geholt und bei der Trauerfeierlichkeit auf den Katafalk gelegt. Rupprecht war der letzte lebende deutsche Generalfeldmarschall des Ersten Weltkriegs.

## Vorfahren und Nachkommen

### Vorfahren
| Ahnentafel Kronprinz Rupprecht von Bayern  | Ahnentafel Kronprinz Rupprecht von Bayern                                                         | Ahnentafel Kronprinz Rupprecht von Bayern                                                                     | Ahnentafel Kronprinz Rupprecht von Bayern                                                                        | Ahnentafel Kronprinz Rupprecht von Bayern                                                           | Ahnentafel Kronprinz Rupprecht von Bayern                                                                            | Ahnentafel Kronprinz Rupprecht von Bayern                                                                            | Ahnentafel Kronprinz Rupprecht von Bayern                                                                            | Ahnentafel Kronprinz Rupprecht von Bayern                                                                            |
| ------------------------------------------ | ------------------------------------------------------------------------------------------------- | --- | --- | --------------------------------------------------------------------------------------------------- | --- | --- | --- | --- |
| Ururgroßeltern                             | König Maximilian I. Joseph (1756–1825) ⚭ 1785 Auguste Wilhelmine von Hessen-Darmstadt (1765–1796) | Herzog Friedrich von Sachsen-Hildburghausen (1763–1834) ⚭ 1785 Charlotte von Mecklenburg-Strelitz (1769–1818) | Großherzog Ferdinand III. von Österreich-Toskana (1769–1824) ⚭ 1790 Luisa Maria von Bourbon-Sizilien (1773–1802) | Maximilian von Sachsen (1759–1838) ⚭ 1792 Caroline von Bourbon-Parma (1770–1804)                    | Erzherzog Ferdinand Karl von Österreich (1754–1806) ⚭ 1812 Maria Beatrice d’Este (1750–1829)                         | König Viktor Emanuel I. von Sardinien (1759–1824) ⚭ 1789 Maria Theresia von Österreich-Este (1773–1832)              | Kaiser Leopold II. (1747–1792) ⚭ 1765 Maria Ludovica von Spanien (1745–1792)                                         | Ludwig von Württemberg (1756–1817) ⚭ 1784 Henriette von Nassau-Weilburg (1780–1857)                                  |
| Urgroßeltern                               | König Ludwig I. (1786–1868) ⚭ 1810 Therese von Sachsen-Hildburghausen (1792–1854)                 | König Ludwig I. (1786–1868) ⚭ 1810 Therese von Sachsen-Hildburghausen (1792–1854)                             | Großherzog Leopold II. von Österreich-Toskana (1797–1870) ⚭ 1816 Maria Anna von Sachsen (1799–1832)              | Großherzog Leopold II. von Österreich-Toskana (1797–1870) ⚭ 1816 Maria Anna von Sachsen (1799–1832) | Erzherzog Franz IV. von Österreich-Este, Herzog von Modena (1779–1846) ⚭ 1812 Maria Beatrix von Savoyen (1792–1840)  | Erzherzog Franz IV. von Österreich-Este, Herzog von Modena (1779–1846) ⚭ 1812 Maria Beatrix von Savoyen (1792–1840)  | Erzherzog Joseph Anton Johann von Österreich (1776–1847) ⚭ 1819 Maria Dorothea von Württemberg (1797–1855)           | Erzherzog Joseph Anton Johann von Österreich (1776–1847) ⚭ 1819 Maria Dorothea von Württemberg (1797–1855)           |
| Großeltern                                 | Prinzregent Luitpold von Bayern (1821–1912) ⚭ 1844 Auguste Ferdinande von Österreich (1825–1864)  | Prinzregent Luitpold von Bayern (1821–1912) ⚭ 1844 Auguste Ferdinande von Österreich (1825–1864)              | Prinzregent Luitpold von Bayern (1821–1912) ⚭ 1844 Auguste Ferdinande von Österreich (1825–1864)                 | Prinzregent Luitpold von Bayern (1821–1912) ⚭ 1844 Auguste Ferdinande von Österreich (1825–1864)    | Erzherzog Ferdinand Karl von Österreich-Este (1821–1849) ⚭ 1847 Elisabeth Franziska Maria von Österreich (1831–1903) | Erzherzog Ferdinand Karl von Österreich-Este (1821–1849) ⚭ 1847 Elisabeth Franziska Maria von Österreich (1831–1903) | Erzherzog Ferdinand Karl von Österreich-Este (1821–1849) ⚭ 1847 Elisabeth Franziska Maria von Österreich (1831–1903) | Erzherzog Ferdinand Karl von Österreich-Este (1821–1849) ⚭ 1847 Elisabeth Franziska Maria von Österreich (1831–1903) |
| Eltern                                     | König Ludwig III. (1845–1921) ⚭ 1868 Marie Therese von Österreich-Este (1849–1919)                | König Ludwig III. (1845–1921) ⚭ 1868 Marie Therese von Österreich-Este (1849–1919)                            | König Ludwig III. (1845–1921) ⚭ 1868 Marie Therese von Österreich-Este (1849–1919)                               | König Ludwig III. (1845–1921) ⚭ 1868 Marie Therese von Österreich-Este (1849–1919)                  | König Ludwig III. (1845–1921) ⚭ 1868 Marie Therese von Österreich-Este (1849–1919)                                   | König Ludwig III. (1845–1921) ⚭ 1868 Marie Therese von Österreich-Este (1849–1919)                                   | König Ludwig III. (1845–1921) ⚭ 1868 Marie Therese von Österreich-Este (1849–1919)                                   | König Ludwig III. (1845–1921) ⚭ 1868 Marie Therese von Österreich-Este (1849–1919)                                   |
| Kronprinz Rupprecht von Bayern (1869–1955) |                                                                                                   | | | | | | | |

### Nachkommen

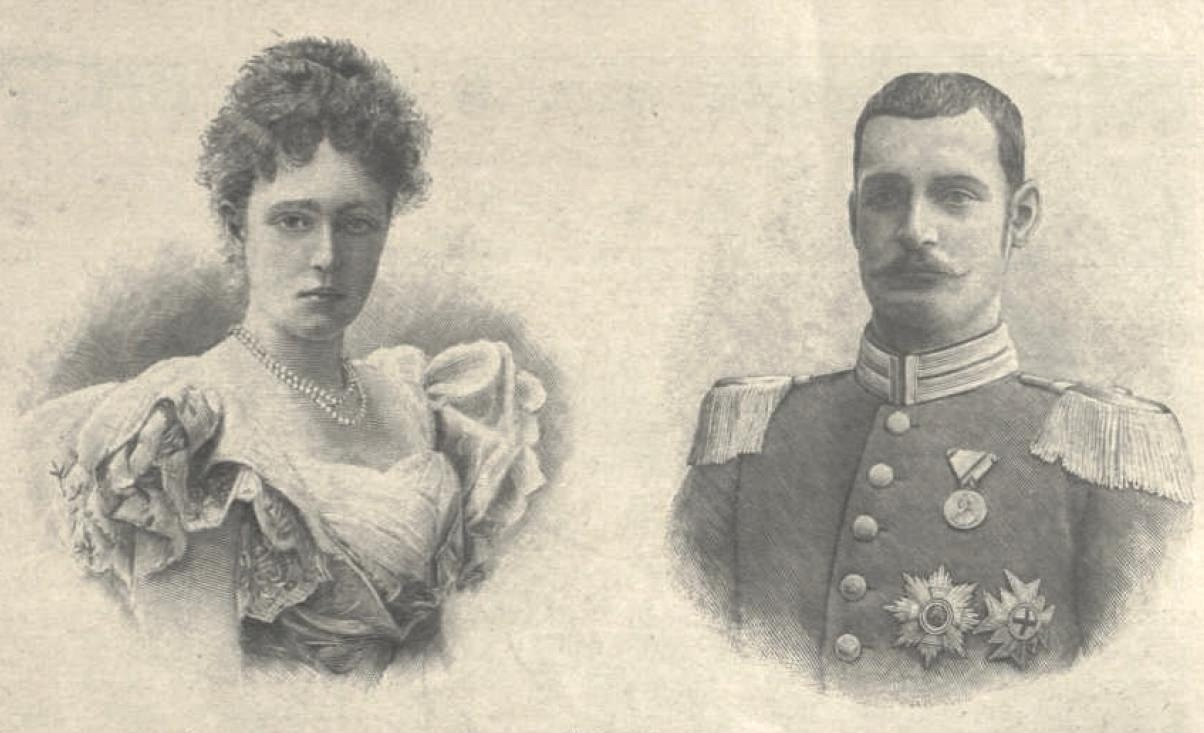
Marie Gabriele in Bayern neben Rupprecht

Kronprinz Rupprecht heiratete am 10. Juli 1900 in München die Herzogin Marie Gabriele in Bayern (1878–1912), Tochter des Herzogs Carl Theodor und seiner zweiten Gattin Maria Josepha von Portugal. Aus der Ehe gingen fünf Kinder hervor:
- Luitpold (8. Mai 1901–27. August 1914; gestorben an Polio)
- Irmingard (1902–1903)
- Totgeborene Tochter (*/† 1903)
- Albrecht (1905–1996)

1. ⚭ 1930 Gräfin Maria (Marita) Draskovich von Trakostjan (1904–1969)
2. ⚭ 1971 Gräfin Marie Jenke Eugenie Keglevich von Buzin (1921–1983)

- Rudolf (1909–1912)

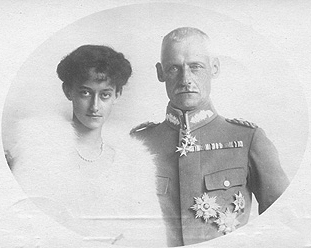
Rupprecht mit seiner zweiten Ehefrau Antonia von Luxemburg

In zweiter Ehe war Rupprecht ab dem 7. April 1921 (Eheschließung auf Schloss Hohenburg bei Lenggries/Oberbayern) mit Prinzessin Antonia von Luxemburg und Nassau (1899–1954), Tochter des Großherzogs Wilhelm von Luxemburg und seiner Gattin, Infantin Maria Anna von Portugal aus dem Hause Braganza, verheiratet. Aus dieser Ehe gingen sechs Kinder hervor:
- Heinrich Franz Wilhelm (1922–1958) ⚭ 1951 Anne Marie de Lustrac (1927–1999)
- Irmingard Marie Josepha (1923–2010) ⚭ 1950 Ludwig Karl Maria von Bayern (1913–2008)
- Editha Marie Gabrielle (1924–2013)

1. ⚭ 1946 Tito Tommaso Brunetti (1905–1954)
2. ⚭ 1959 Gustav Schimert (1910–1990)

- Hilda Hildegard Marie (1926–2002) ⚭ 1949 Juan Bradstock Edgart Lockett de Loayza (1912–1987)
- Gabrielle Adelgunde Marie (1927–2019[29]) ⚭ 1953 Carl 14. Herzog von Croÿ (1914–2011)
- Sophie Marie Therese (* 1935) ⚭ 1955 Jean Engelbert von Arenberg (1921–2011)

## Auszeichnungen

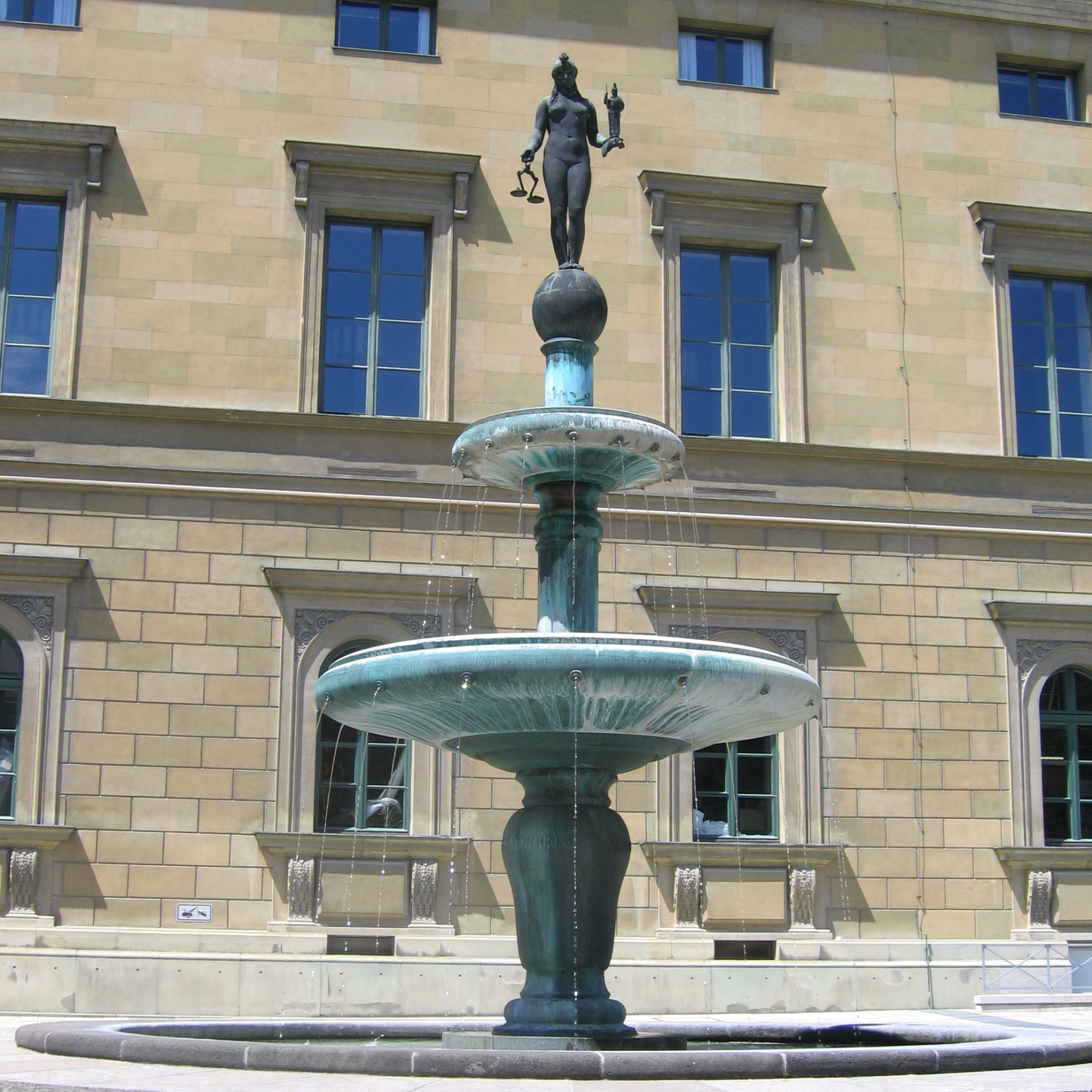
Der Kronprinz-Rupprecht-Brunnen in München, 1961

### Bayerische Orden
- Großmeister des Hubertusordens
- Großmeister des Hausritterordens vom Heiligen Georg
- Großkreuz des Militär-Max-Joseph-Ordens
- Großkreuz des Militärverdienstordens

### Sonstige Auszeichnungen
Der 1901 erbaute Prinz-Rupprecht-Turm in Bad Berneck trägt seinen Namen. Nach ihm benannt ist eine Varietät der Dahurischen Lärche, die Prinz-Rupprecht-Lärche (Larix gmelinii var. principis-rupprechtii (Mayr) Pilger, Syn.: Larix principis-rupprechtii Mayr), zu deren Entdeckung in China er beigetragen hat. Im Jahr seines 90. Geburtstages 1959 wurde der Grundstein zum Kronprinz-Rupprecht-Brunnen auf dem Platz vor dem Apothekerhof der Münchner Residenz vor dem Eingang der Bayerischen Akademie der Wissenschaften gelegt.

## Thronfolge der Jakobiten
Rupprecht von Bayern war ein Nachfahre der Stuarts. Er wurde deshalb von den Jakobiten seit 1919 nach dem Tode seiner Mutter Marie Therese als Prätendent auf den britischen Thron angesehen und als König von England, Schottland, Irland und Frankreich bezeichnet. Er hat diese Titel jedoch niemals öffentlich beansprucht.

## Werk
- In Treue fest. Mein Kriegstagebuch. Hrsg. von Eugen von Frauenholz. 3 Bände. Deutscher National-Verlag, München 1929.
- Reise-Erinnerungen aus Indien. Verlag Josef Kösel & Friedrich Pustet, München 1922.
- Reise-Erinnerungen aus Ostasien. Verlag C. H. Beck, München 1906. Überarbeitete Neuauflage im Verlag Josef Kösel & Friedrich Pustet, München 1923.
- Reise-Erinnerungen aus dem Südosten Europas und dem Orient. Verlag Josef Kösel & Friedrich Pustet, München 1923.